# The 2nd Asia Tour: Super Show 2
The 2nd Asia Tour: Super Show 2 é a segunda grande turnê asiática da boyband sul-coreana Super Junior, para apoiar o seu terceiro álbum de estúdio, Sorry, Sorry.  A turnê começou com três shows em Seul, na Coreia do Sul, em julho de 2009, e continuou com um show em Hong Kong, cinco na China, dois na Tailândia, dois em Taiwan, um na Malásia e outro nas Filipinas, completando um total de 15 shows em nove cidades, em seis países da Ásia, atraindo, aproximadamente, 200.000 fãs.
Um álbum ao vivo da turnê, Super Show 2 Concert Tour Album, foi gravado nos concertos realizados em Seul, nos dias 17 a 19 de julho de 2009, e lançado em 10 de dezembro do mesmo ano, com 35 faixas ao vivo e mais cinco faixas bônus, gravadas em estúdio: uma versão remixada da canção "Sorry, Sorry", a balada R&B "Sorry, Sorry - Answer", versões remixadas de "It's You" e "Shining Star", bem como a canção clássica "Puff The Magic Dragon".

## História
Em 3 de junho de 2009, logo após o Super Junior iniciar as promoções de "It's You", canção da versão de relançamento de seu terceiro álbum de estúdio, Sorry, Sorry, a SM Entertainment anunciou a segunda turnê asiática do grupo. Assim, as promoções de "It's You" terminaram em 21 de junho, em prol da preparação para o início da turnê, em julho. Os ingressos para o concerto do dia 17 de julho, em Seul, foram colocados à venda em 16 de junho, às 20:00 e foram vendidos em 10 minutos. O segundo e o terceiro lote de ingressos foram colocado à venda em 17 e 18 de junho, respectivamente, e também se esgotaram em menos de 10 minutos.
O concerto em Hong Kong foi a última atividade de Kangin como integrante do grupo naquele ano, antes de sua agenda ser suspensa após seu envolvimento em uma briga de bar, na madrugada de 16 de setembro de 2009, em Gangnam-gu, Seul.
O primeiro show da turnê realizados em Xangai foram as performances de abertura oficial do 11th Shanghai International Art Festival, organizado pelo Ministério da Cultura da China. Por isso, o grupo recebeu uma medalha de agradecimento da cidade de Xangai, e o concerto foi assistido por 12.000 pessoas. Os dois concertos em Bangkok foram realizados para um público de 32.000, e cerca de 5.000 pessoas ficaram na fila durante a noite do dia anterior, antes dos ingressos serem colocados à venda.

## Setlist
<VÍDEO DE ABERTURA>
1. "A Man in Love" (Remix ver.)
2. "U" (Remix ver.)
3. "It's You" (Remix ver.)

<VÍDEO DE INTERVALO>
1. "She Wants It"
2. MENT #1
3. "Angela"
4. "Miracle" (Rock remix)
5. "Disco Drive" (Remix ver.)
6. "Dancing Out" (Remix ver.)

<VÍDEO DE INTERVALO>
1. "Baby Baby" – Sungmin
2. "Soul" – Heechul (feat. Jungmo na guitarra)
3. "Beautiful" – Donghae (feat. Eunhyuk)
4. "Resignation" – Yesung
5. "Insomnia" – Ryeowook
6. "Seven Years of Love" – Kyuhyun
7. "What if" – Yesung, Sungmin, Ryeowook, Kyuhyun
8. "Heartquake" – Yesung, Eunhyuk, Ryeowook, Kyuhyun
9. "Honey" – Leeteuk
10. "Dance with DOC/Run to you" – Kangin, Leeteuk, Shindong, Sungmin, Eunhyuk, Donghae

<VÍDEO DE INTERVALO>
1. "Don't Don" (Remix ver.)
2. "Twins (Knock Out)"

<VÍDEO DE INTERVALO>
1. "Our Love"

<VÍDEO DE INTERVALO>
1. Dance off (feat. Han Geng, Shindong, Eunhyuk, Donghae)
2. "Who Am I" – Siwon (feat. Ryeowook no teclado)
3. "At Least There's Still You" – Super Junior-M
4. "Me" – Super Junior-M
5. "Super Girl Korean Version" Super Junior-M
6. "Blue Tomorrow (Korean Version)" Super Junior-M

<VÍDEO DE INTERVALO>
1. "Shining Star"
2. "Puff The Magic Dragon" – Kyuhyun feat. Super Junior

<VÍDEO DE INTERVALO>
1. "Superman" – Super Junior-T
2. "Rokkugo!!!" – Super Junior-T

<VÍDEO DE INTERVALO>
1. "Gee" – Leeteuk, Heechul, Kangin, Sungmin, Eunhyuk, Donghae, Siwon, Ryeowook, Kyuhyun
2. "Sunny" – Super Junior-Happy
3. "Pajama Party" – Super Junior-Happy

<VÍDEO DE INTERVALO>  ("Sorry, Sorry - Answer")
1. "Sorry, Sorry"
2. "Carnival"
3. "Sapphire Blue"
4. MENT #2
5. "Marry U"
6. "Wonder boy"

<VÍDEO DE ABERTURA>
1. "A Man in Love" (Remix ver.)
2. "U" (Remix ver.)
3. "It's You" (Remix ver.)

<VÍDEO DE INTERVALO>
1. "She Wants It"
2. MENT #1
3. "Angela"
4. "Miracle" (Rock remix)
5. "Disco Drive" (Remix ver.)
6. "Dancing Out" (Remix ver.)

<VÍDEO DE INTERVALO>
1. "Baby Baby" – Sungmin
2. "Soul" – Heechul (feat. Jungmo na guitarra)
3. "Beautiful" – Donghae (feat. Eunhyuk)
4. "Resignation" – Yesung
5. "Betrayal" – Han Geng
6. "Insomnia" – Ryeowook
7. "Seven Years of Love" – Kyuhyun
8. "What if" – Yesung, Sungmin, Ryeowook, Kyuhyun
9. "Heartquake" – Yesung, Eunhyuk, Ryeowook, Kyuhyun
10. "Honey" – Leeteuk
11. "Dance with DOC/Run to you" – Kangin, Leeteuk, Shindong, Sungmin, Eunhyuk, Donghae

<VÍDEO DE INTERVALO>
1. "Don't Don" (Remix ver.)
2. "Twins (Knock Out)"

<VÍDEO DE INTERVALO>
1. "Our Love"

<VÍDEO DE INTERVALO>
1. Dance off (feat. Han Geng, Shindong, Eunhyuk, Donghae)
2. "Who Am I" – Siwon (feat. Ryeowook no teclado)
3. "Blue Tomorrow" – Super Junior-M
4. "Super Girl" – Super Junior-M

<VÍDEO DE INTERVALO>
1. "Shining Star"
2. "Puff The Magic Dragon" – Kyuhyun feat. Super Junior

<VÍDEO DE INTERVALO>
1. "Superman"  – Super Junior-T
2. "Rokkugo!!!" – Super Junior-T

<VÍDEO DE INTERVALO>
1. "Gee" – Leeteuk, Heechul, Kangin, Sungmin, Eunhyuk, Donghae, Siwon, Ryeowook, Kyuhyun
2. "Sunny" – Super Junior-Happy
3. "Pajama Party" – Super Junior-Happy

<VÍDEO DE INTERVALO>  ("Sorry, Sorry - Answer")
1. "Sorry, Sorry"
2. "Carnival"
3. "Sapphire Blue"
4. MENT #2
5. "Marry U"
6. "Wonder Boy"

## Datas da turnê
| Data                        | Cidade       | País          | Local                                    |
| --------------------------- | ------------ | ------------- | ---------------------------------------- |
| 17 de julho de 2009         | Seul         | Coreia do Sul | Olympic Fencing Gymnasium                |
| 18 de julho de 2009         | Seul         | Coreia do Sul | Olympic Fencing Gymnasium                |
| 19 de julho de 2009         | Seul         | Coreia do Sul | Olympic Fencing Gymnasium                |
| 18 de setembro de 2009      | Hong Kong    | Hong Kong     | AsiaWorld-Arena                          |
| 18 de outubro de 2009       | Xangai       | China         | Yuanshen Sports Centre Stadium           |
| 28 de novembro de 2009      | Bangkok      | Tailândia     | Impact Arena                             |
| 29 de novembro de 2009      | Bangkok      | Tailândia     | Impact Arena                             |
| 12 de dezembro de 2009      | Nanjing      | China         | Nanjing Olympic Sports Center Gymnasium  |
| 23 de janeiro de 2010       | Beijing      | China         | Beijing Wukesong Culture & Sports Center |
| 20 de fevereiro de 2010     | Taipei       | Taiwan        | Taipei Arena                             |
| 21 de fevereiro de 2010     | Taipei       | Taiwan        | Taipei Arena                             |
| 6 de março de 2010 (encore) | Xangai       | China         | Shanghai Indoor Stadium                  |
| 7 de março de 2010 (encore) | Xangai       | China         | Shanghai Indoor Stadium                  |
| 20 de março de 2010         | Kuala Lumpur | Malásia       | Putra Indoor Stadium                     |
| 10 de abril de 2010         | Manila       | Filipinas     | Araneta Coliseum                         |

## Pessoal
- Vocais/dança: Super Junior
- Coreógrafos: Super Junior, Nick Bass, Trent Dickens, Hwang Sanghoon, Sim Jaewon
- Organização: SM Entertainment
  - Organização internacional: B4H Entertainment (Hong Kong), Pulp Live Productions (Filipinas)
- Promotor: Dream Maker Entercom, Creazone
  - Promotores internacionais: Midas Promotions (Hong Kong), True Music (Tailândia), Red Star (Malásia)
- Patrocinador: Gmarket